# Dolmen von Saillant

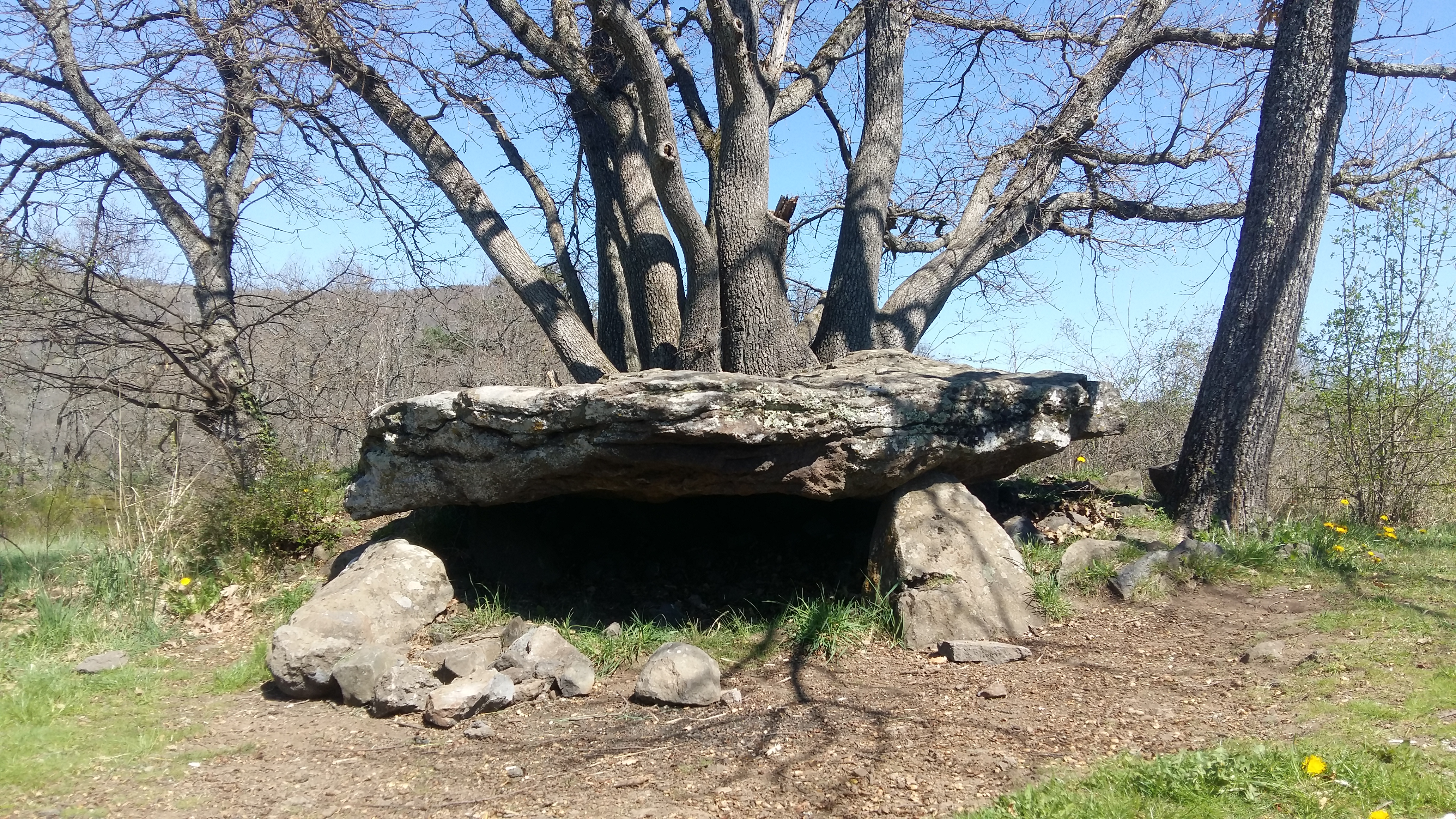
Dolmen von Saillant

Der Dolmen von Saillant (auch Palet de Samson, Palet de Roland oder Grotte aux Fées genannt) liegt in der Nähe des etwa 2,2 m hohen, christianisierten Menhirs von Saint-Roch und des Dolmen von Saint-Nectaire-le-Bas südöstlich von Saillant, in Saint-Nectaire-le-Bas bei Clermont-Ferrand im Département Puy-de-Dôme im Zentralmassiv in der Auvergne in Südfrankreich. Dolmen ist in Frankreich der Oberbegriff für Megalithanlagen aller Art (siehe: Französische Nomenklatur).
Der Dolmen von Saillant wurde Ende des 19. Jahrhunderts von François Pommerol beschrieben. Die große Megalithanlage ist aus Basalt. Ihr Deckstein misst etwa 3,1 × 2,7 Meter und hat eine maximale Dicke von 0,55 Meter. Er liegt im Rest eines Tumulus von etwa 7,0 m Durchmesser und 1,8 bis 2,0 m Höhe. Der Deckstein liegt über fünf evtl. ach sechs Tragsteinen. Die achteckige Kammer ist etwa 2,2 m lang, 2,0 m breit, 0,6 m hoch und öffnet nach Westen. Laut F. Pommerol war der Boden der Kammer mit unregelmäßigen Platten von 0,2 m bis 0,4 m Breite und einer durchschnittlichen Dicke von 5 cm gepflastert.
Der Dolmen wurde 1862 als Monument historique klassifiziert.